# Дорога

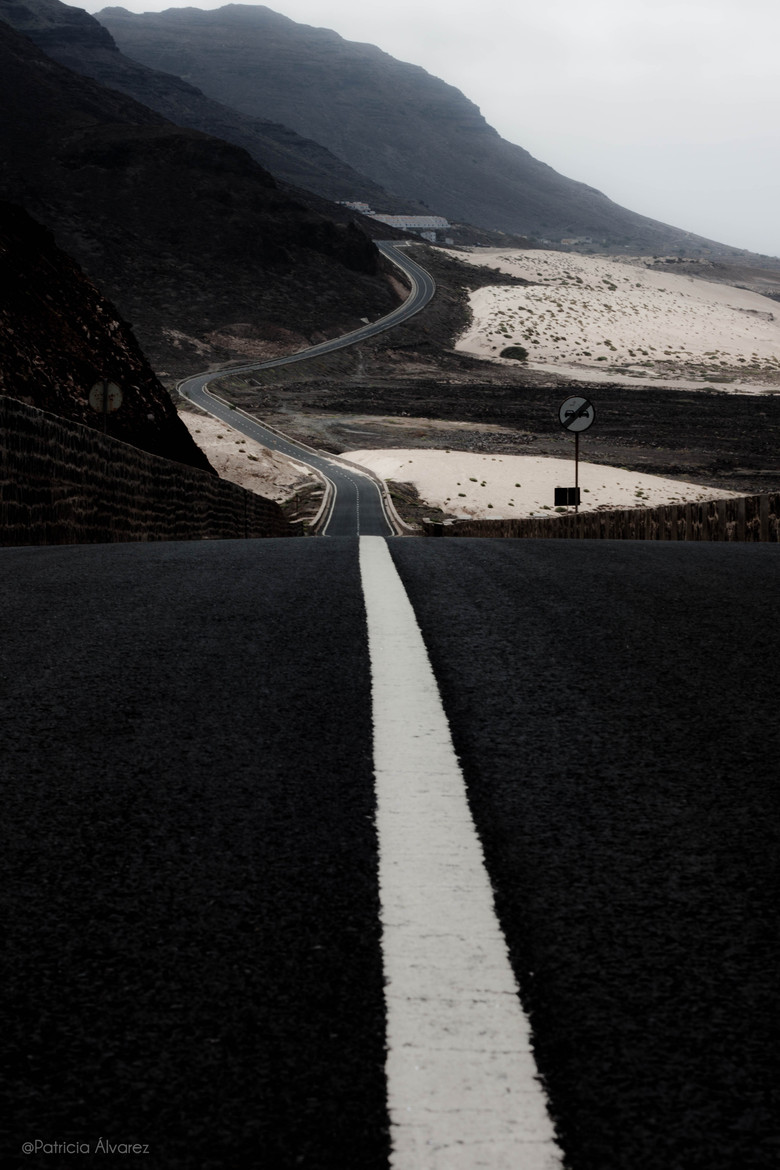
Дорога в холмах.

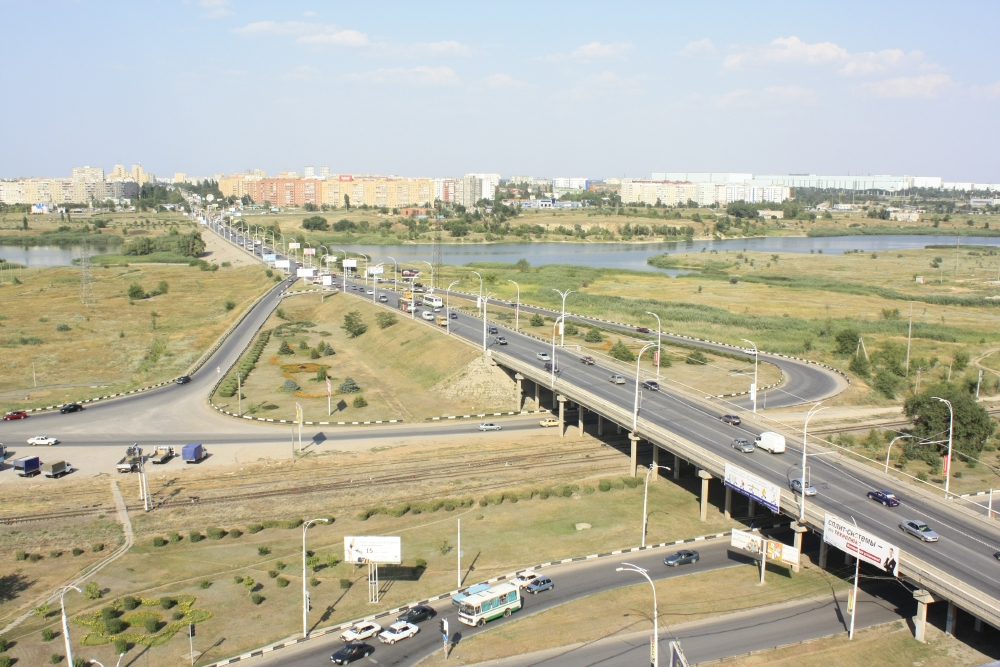
Путепровод в Волгодонске.

Доро́га — путь сообщения для передвижения людей, прогона скота и транспорта, основная часть транспортной (дорожной) инфраструктуры государства.
В других источниках указано, что дорога (ж.) — ездовая полоса; накатанное или нарочно подготовленное различным образом протяженье, для езды, для проезда или прохода; путь, стезя; направленье и расстоянье от места до места; в технике — сухопутные сообщения, в отличие от водных путей; полоса земли, предназначенная для передвижения, путь сообщения, и место, по которому надо пройти или проехать, путь следования, как например путь от Белого моря к Онежскому озеру — Осударева дорога.
Появление дороги, и связанной с ней инфраструктуры, снижает уровень бедности, за счет увеличения торговли, оживления предпринимательства и снижения цен на товары, а также улучшает бытовые условия населения. Благодаря дорогам, население обслуживается автомобилями скорой медицинской помощи, полиции, пожарных, спасательных, ремонтных и строительных служб. Развитая дорожная сеть позволяет распространять медицинские и образовательные услуги в ранее недоступных районах.

## История

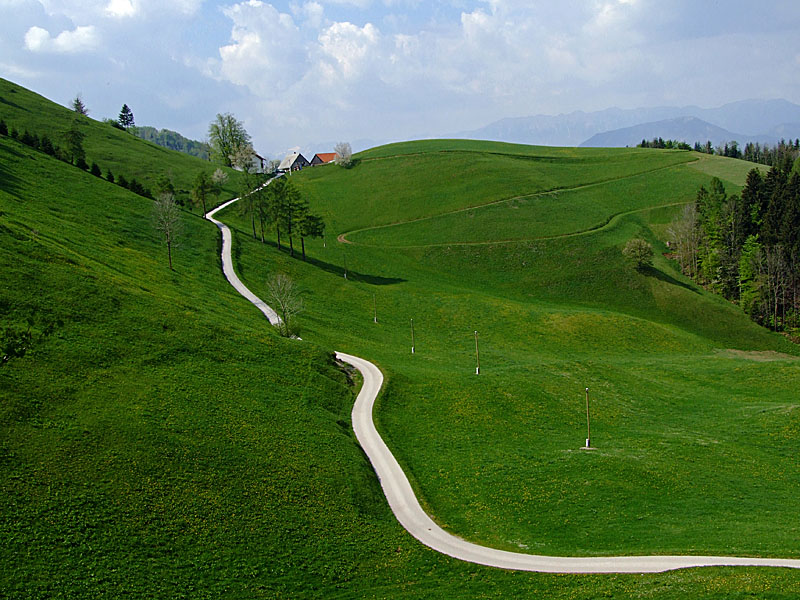
Сельская дорога в Словении

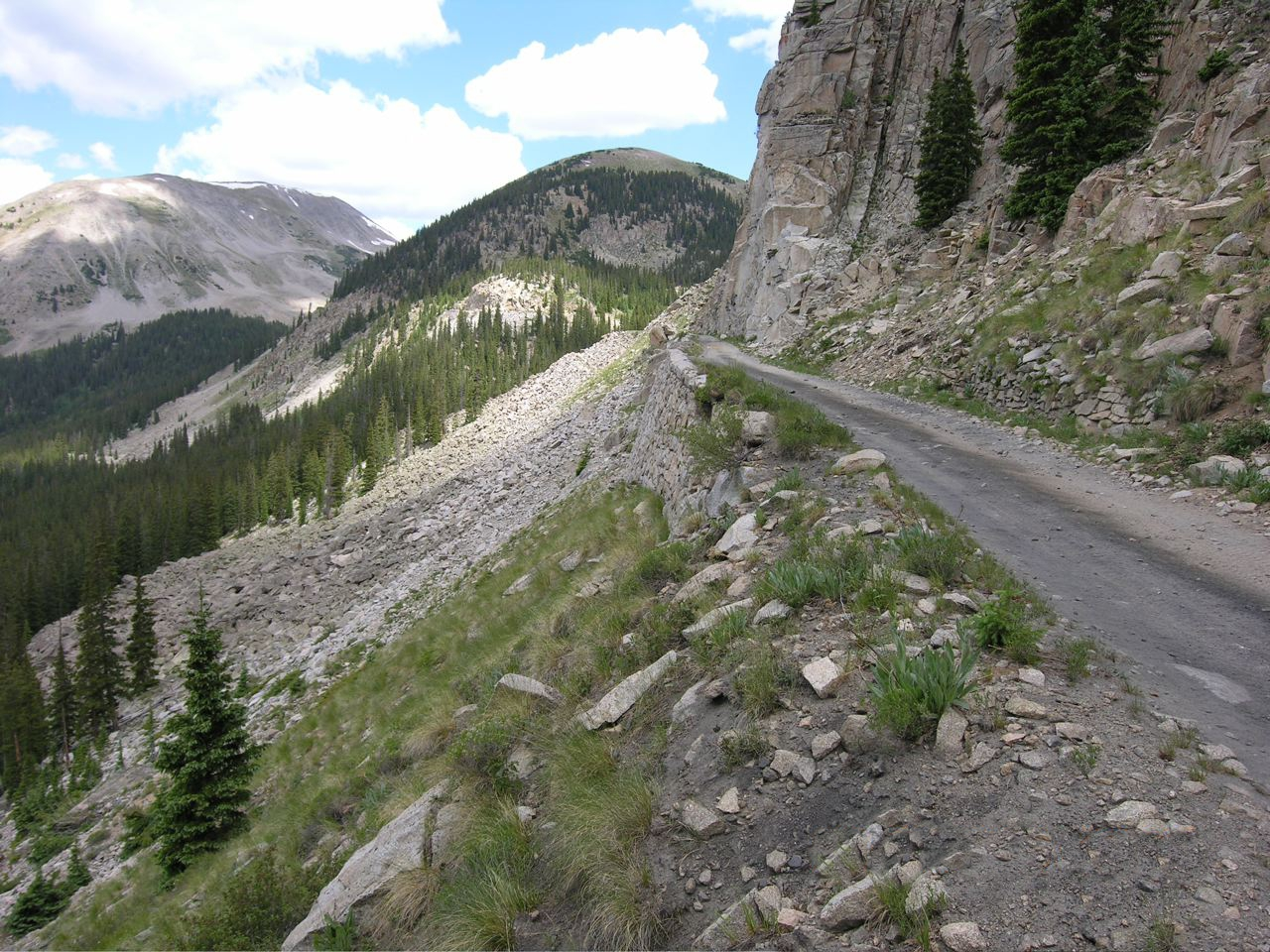
Горная дорога

### Древние времена

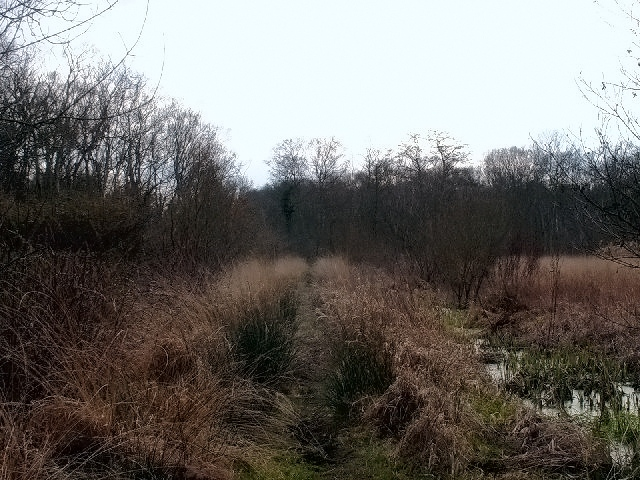
Свит-Трек — древняя дорога в Англии.

Наиболее древние обустроенные дороги относятся к IV тысячелетию до н. э. К началу данного тысячелетия относятся дорога, найденная у города Ур в Месопотамии, и дорога, найденная рядом с английским городом Гластонбери. Одна из наиболее древних дорог в Европе, названная Свит-Трек, обнаружена на острове Великобритания. Дорога, которая сооружена в XXXIX веке до н. э., состоит из наложенных друг на друга перекладин из молодых ясеня, дуба и липы и дубового настила поверх них. К древнейшим мощёным дорогам относят дороги, найденные на острове Крит. Критские дороги покрыты известняковыми плитами толщиной до 15 см и датируются III тысячелетием до н. э.. Кирпич для мощения дорог впервые был использован в древней Индии около 3000 лет до н. э.
Развитие дорожной сети связано с появлением вьючного и колёсного транспорта. В государствах древнего мира строительство дорог имело очень большое значение из-за необходимости осуществлять завоевательные походы и организовывать торговлю. Дороги с каменным покрытием существовали в Хеттском царстве, Ассирии, империи Ахеменидов. В составе ассирийской армии имелись специальные подразделения, занимавшиеся строительством мостов и выравниванием дорог для боевых колесниц.
В Ахеменидской империи при Дарии I (522—486 до н. э.) была построена царская дорога из Эфеса в Сарды и Сузы длиной 2,6 тыс. км; на царской дороге были установлены дорожные столбы с указанием расстояний, станции на расстоянии дневного перехода с гостиницами, конюшнями для смены лошадей, продовольственными складами и гарнизонами.
Во время правления основателя китайской династии Цинь — Цинь Шихуана (221—210 до н. э.) — сеть дорог общей длиной 7,5 тыс. км опоясывала страну; дороги были шириной 15 метров с тремя полосами, причём, центральная полоса предназначалась для императора.
К началу нашей эры в Европе и Азии сложилась достаточно развитая дорожная сеть, включавшая трансконтинентальные дорожные пути. К таким дорогам относятся Великий шёлковый путь, морской путь между Египтом, Анатолией и Месопотамией, царский путь между Египтом и Персией, ладанный путь между Аравийским полуостровом и средиземноморскими странами, оловянный путь между полуостровом Корнуолл в Великобритании и Средиземноморьем, янтарный путь между Средиземным морем и Прибалтикой, лазуритовый и нефритовый пути.
Наиболее развитая сеть дорог сложилась в Древнем Риме.

### Римские дороги

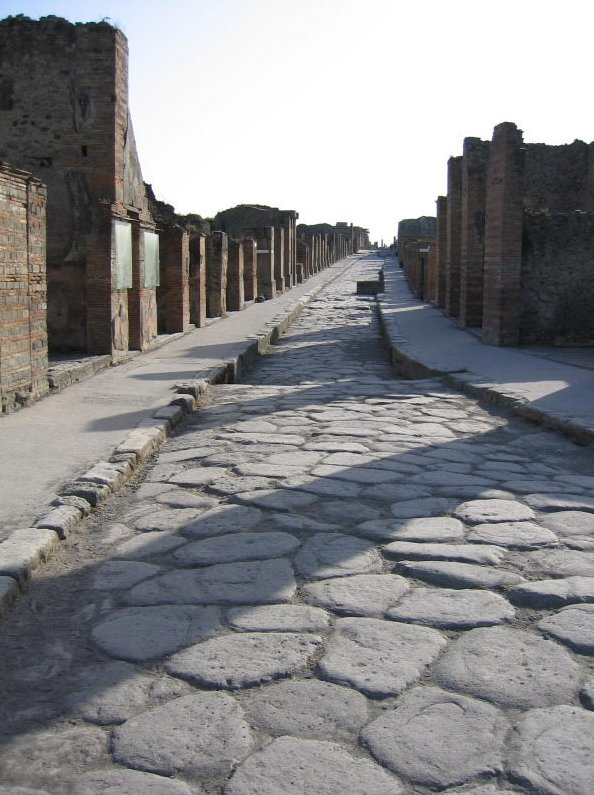
Римская дорога в Помпеях.

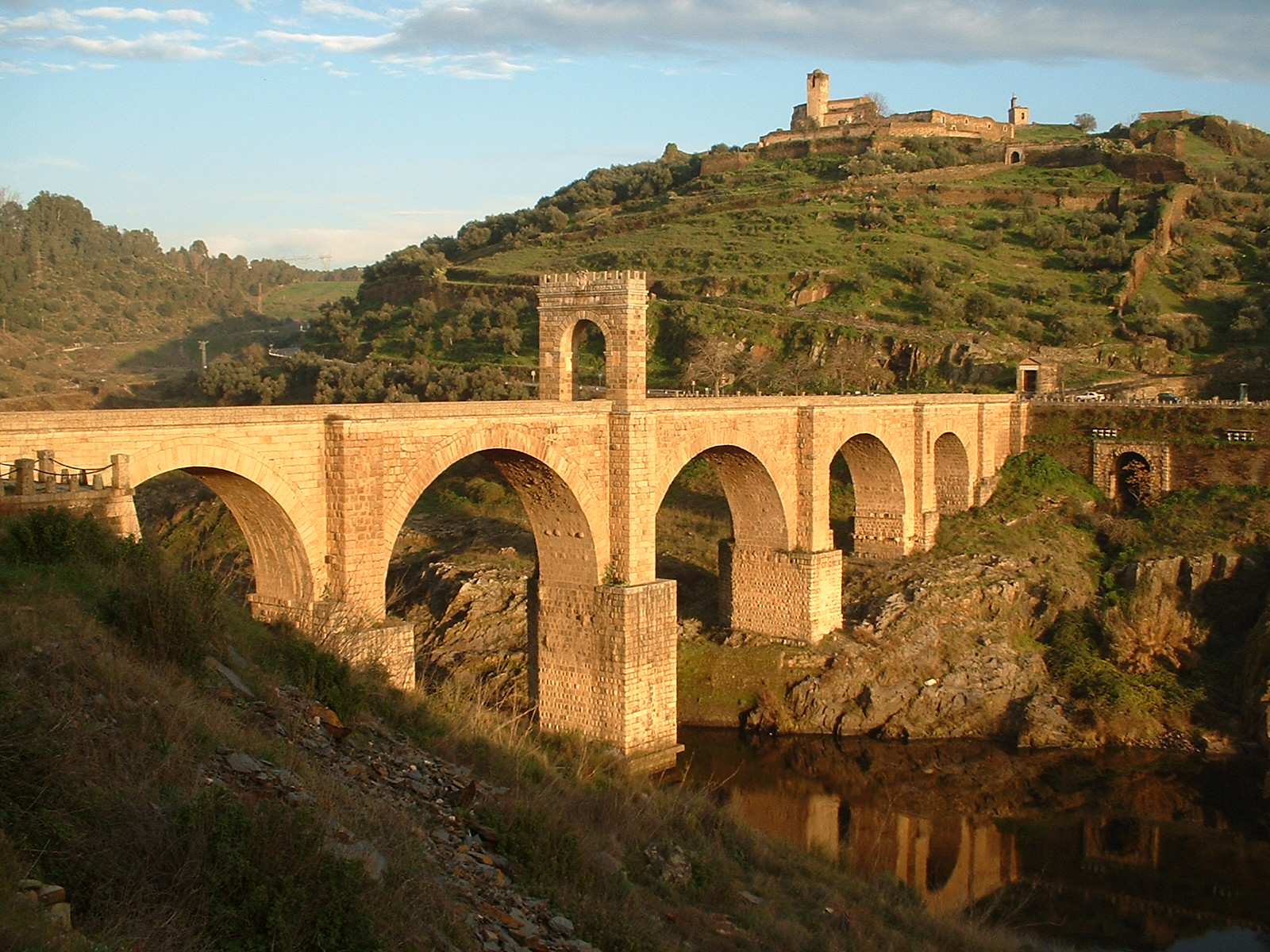
Алькантарский мост в Испании.

К самым древним благоустроенным дорогам Рима относятся Аппиева дорога (312—244 годы до н. э.) и Фламиниева дорога (220 год до н. э.). Римские дороги строились с целью увеличения скорости передвижения войск и торговых караванов. Дорожная сеть в Риме разрасталась вместе с ростом самой империи: после завоевания новых территорий к Риму начиналось строительство легионерами магистральной дороги, связывавшей новую провинцию со столицей империи. Строительство таких дорог осуществлялось на государственные деньги, а также на деньги жителей городов и собственником земель, по которым проходила дорога. Каждая магистральная дорога получала имя либо в честь цензора, которым была построена или отремонтирована, либо по области назначения. В дальнейшем дорожная сеть в данной провинции развивалась усилиями римских граждан, которые получали наделы и в процессе колонизации создавали местные дороги, примыкавшие к магистральной.
Ширина римских дорог составляла обычно около 3,5 м, дороги также имели пятислойные дорожные одежды толщиной до 1 м. Иногда дороги оборудовались колеёй для повозок. Рядом с мощёной частью дороги располагались грунтовые тропы, предназначенные для вьючного и верхового транспорта. Дороги прокладывались длинными прямыми участками, римляне старались не строить объездных дорог, поэтому получались достаточно крутые подъёмы. На повороте дорогу расширяли в два раза, поскольку римские двухосные повозки не имели поворачивающейся передней оси. При прохождении дороги через водное препятствие оборудовались каменные броды, через глубокие реки строились арочные мосты или оборудовались паромные переправы, в горах сооружались тоннели.
На римских дорогах стояли мильные камни или миллиарии — цилиндрические каменные столбы высотой от 1,5 до 4 м и диаметром от 50 до 80 см, на которых указывалось расстояние до Рима и имя императора. Масса таких столбов достигала двух тонн. Золотой миллиарий, от которого отсчитывалось расстояние до всех прочих, был установлен императором Октавианом Августом у храма Сатурна на римском форуме.
Октавиан Август также ввёл систему почтовой службы. Курьеры доставляли почтовые сообщения по всем дорогам Рима. Почтовая служба была настолько хорошо налажена, что при благоприятных условиях курьеры на повозках могли в день проехать около 75 км. Почтовая служба была опасным занятием, так как курьеры часто становились целью для разбойников и врагов Рима.
На магистральных дорогах для частных лиц были построены гостиницы, а для официальных лиц — станции, на которых меняли лошадей, можно было получить ночлег и питание, содержали станцию жители близлежащего селения.
Вдоль дорог для духовной поддержки путников также сооружались храмы, в основном в честь богов, защищающих путешественников, — Меркурия, бога торговли и покровителя путешественников и Дианы, защитницы дорог. Также возле дорог императорами и состоятельными гражданами сооружались памятники, прославлявшие императоров, военачальников, победы римских войск.
Для поездки послов, военачальников и чиновников, доставки посланий, оружия, строительных материалов, осуществления государственных пассажирских и грузовых перевозок необходимо было предъявить подорожную, подписанную наместником провинции от имени императора.
Общая длина римских дорог (с учётом грунтовых и гравийных) к IV веку до н. э. составила 300 тыс. км. В этот период функционировало 372 магистральных дороги, из которых 29 сходились у Рима. Отдельные римские дороги сохранились до настоящего времени.

### Дороги инков

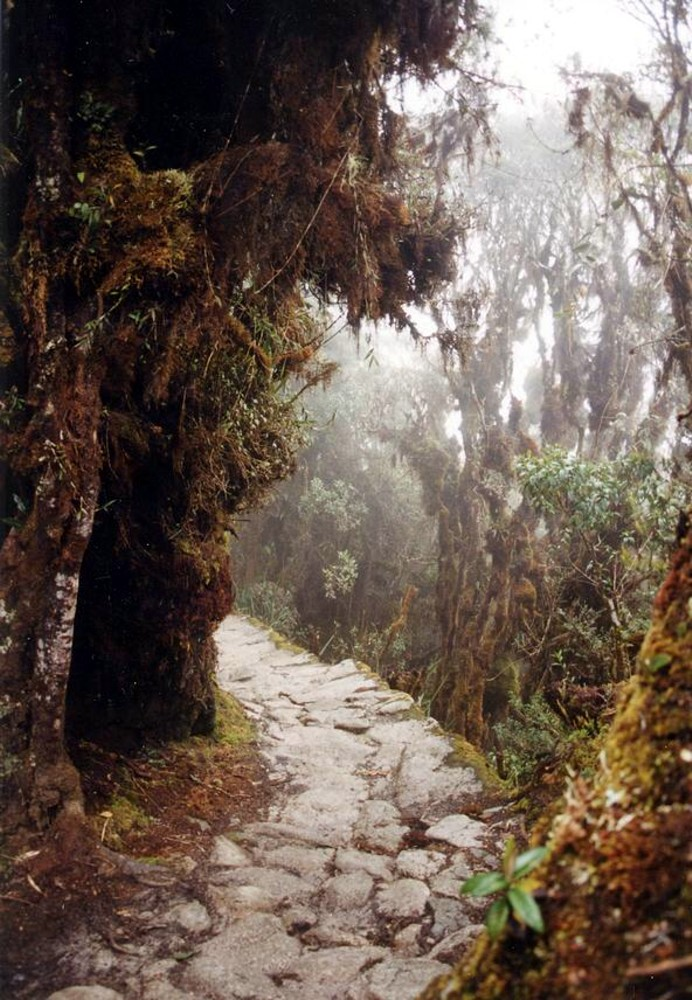
Дорога инков в Мачу-Пикчу

В Америке развитую дорожную сеть для вьючных лам и бегущих посменно гонцов построили инки, общая длина которой составляла 16 тыс. км. Дороги инков охватывали всю империю Инков, расположенную на территории современных Перу, Эквадора, Колумбии, Боливии, Чили и Аргентины. Дороги соединяли центры провинций, а главные пересекались в городе Куско. Протяжённость самой длинной дороги составляла 6600 км. На каждой дороге были сооружены постоялые дворы через определённые промежутки, также на дорогах были установлены столбы с указанием расстояний.

### Дороги в Средние века
После падения Западной Римской империи дорожная сеть в Европе пришла в упадок. Основным становится внутреннее водное сообщение, например, в Киевской Руси важное значение имел торговый путь «из варяг в греки». Дорожные работы в Средние века в основном заключались в ремонте грунтовых дорог и строительстве мостов. Монашеский орден «Братьев-мостостроителей» за время своего существования (XII—XVI века) построил около 1700 мостов.
В VIII веке активно строились дороги в Арабском халифате. Наиболее качественно были сооружены дороги, ведущие в Багдад.
В Италии дорожное строительство начало вновь развиваться в XV—XVI века, построены дороги, ширина которых рассчитана на проезд двух экипажей.

### Дороги в Новое время

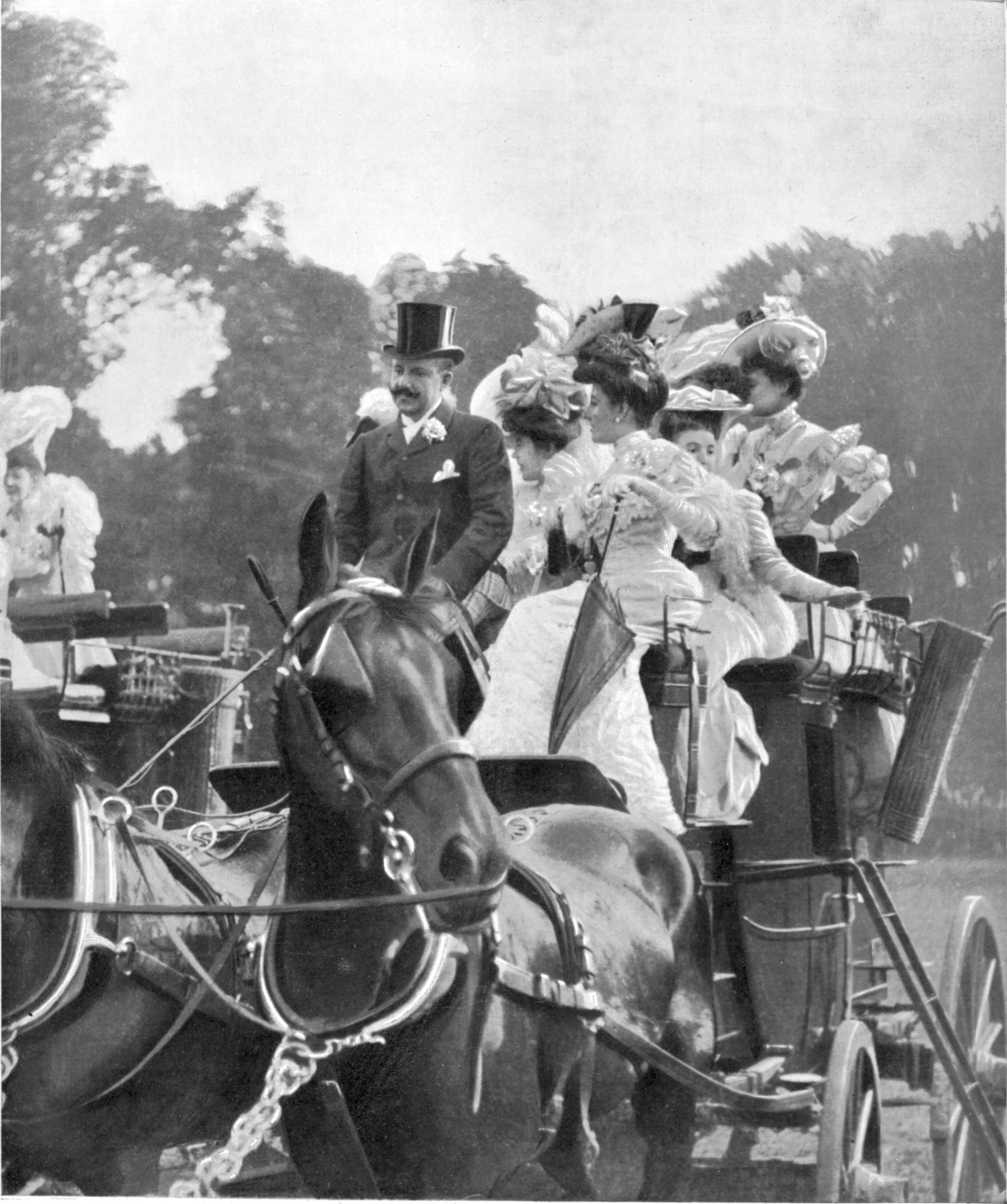
Дилижанс (Франция, 1906 год)

Возрождение строительства дорог в Европе в основном связано с формированием государств с абсолютной монархией, правителям которых были нужны дороги для эффективного централизованного управления. Первоначально проводили восстановление римских дорог, соединяя их уцелевшие участки, затем перешли к строительству новых. Во Франции при Генрихе IV появилось управление по строительству дорог и мостов. Первой крупной дорогой, появившейся во Франции, стала дорога из Парижа в Орлеан длиной 256 км. Чтобы ускорить сооружение дороги, был издан королевский указ, по которому поставщики вина из Орлеана в Париж на обратном пути должны были захватить с собой камни и привезти в указанное место. В 1621 году в Англии были установлены ограничения на движения по дорогам, включавшие предельный вес повозки, а также предписание экипажам двигаться с одной стороны. В 1747 году в Париже было открыто первое высшее учебное заведение для подготовки специалистов по транспорту под названием «Школа мостов и дорог». В дальнейшем оно получило мировую известность.
В Англии в XVII веке строительство дорог было возложено на местные власти, что привело к неудовлетворительному их состоянию. В целях исправления ситуации появились дорожные тресты, первый из которых создан в 1706 году, для строительства хороших дорог и взимания платы с проезжающих. К XIX веку в Англии появилось 1100 трестов, построивших 36,8 тыс. км дорог. «Бунты Ребекки» в Кармартеншире в 1839—1844 годах привели к распаду системы дорожных трестов.
Постепенное совершенствование повозок в XVI—XVII веках, начало технического прогресса привели к необходимости совершенствования дорожного строительства, улучшения дорожной сети. Появились экипажи с кузовом, подвешиваемыми на ремнях, затем на деревянных рессорах, а позднее на стальных. Для них существующие дороги из крупных камней с неровным покрытием и отсутствием водоотвода были неудобны.
В конце XVIII века в Западной Европе для дорожного покрытия стали использовать пакеляж — камни в форме усечённой пирамиды, которые устанавливались вплотную друг к другу основанием конуса на грунтовое и песчаное основание. В отличие от традиционного подхода, при котором камни ставились остриём вниз, при пакеляже проезд повозок обеспечивал уплотнение основания. Во Франции пакеляж внедрял П. Трезаге, в Великобритании — Т. Телфорд. Подобное покрытие просуществовало до 1930-х годов, пока не выяснилось, что оно непригодно для автомобильного транспорта.
В 1806 году шотландский инженер Джон Мак-Адам предложил покрытие (макадам) толщиной 25 см, состоящее из двух слоёв щебня: более крупного — внизу, мелкого — вверху. При этом покрытии воздействие колёс также обеспечивало уплотнение основания. Впоследствии Мак-Адам стал главным инженером Британии. В 1828 году для укатки щебёночного покрытия ввели катки, в 1859 году появились паровые катки. В конце XIX века предпринимались попытки найти дешёвый и эффективный способ улучшения качества дорог: песок, гравий и щебень пытались бетонировать, смещав с водным раствором гашёной извести (или цемента, алебастра, летучей золы, силикатного клея, концентратом некоторых солей).

### Дороги в новейшее время

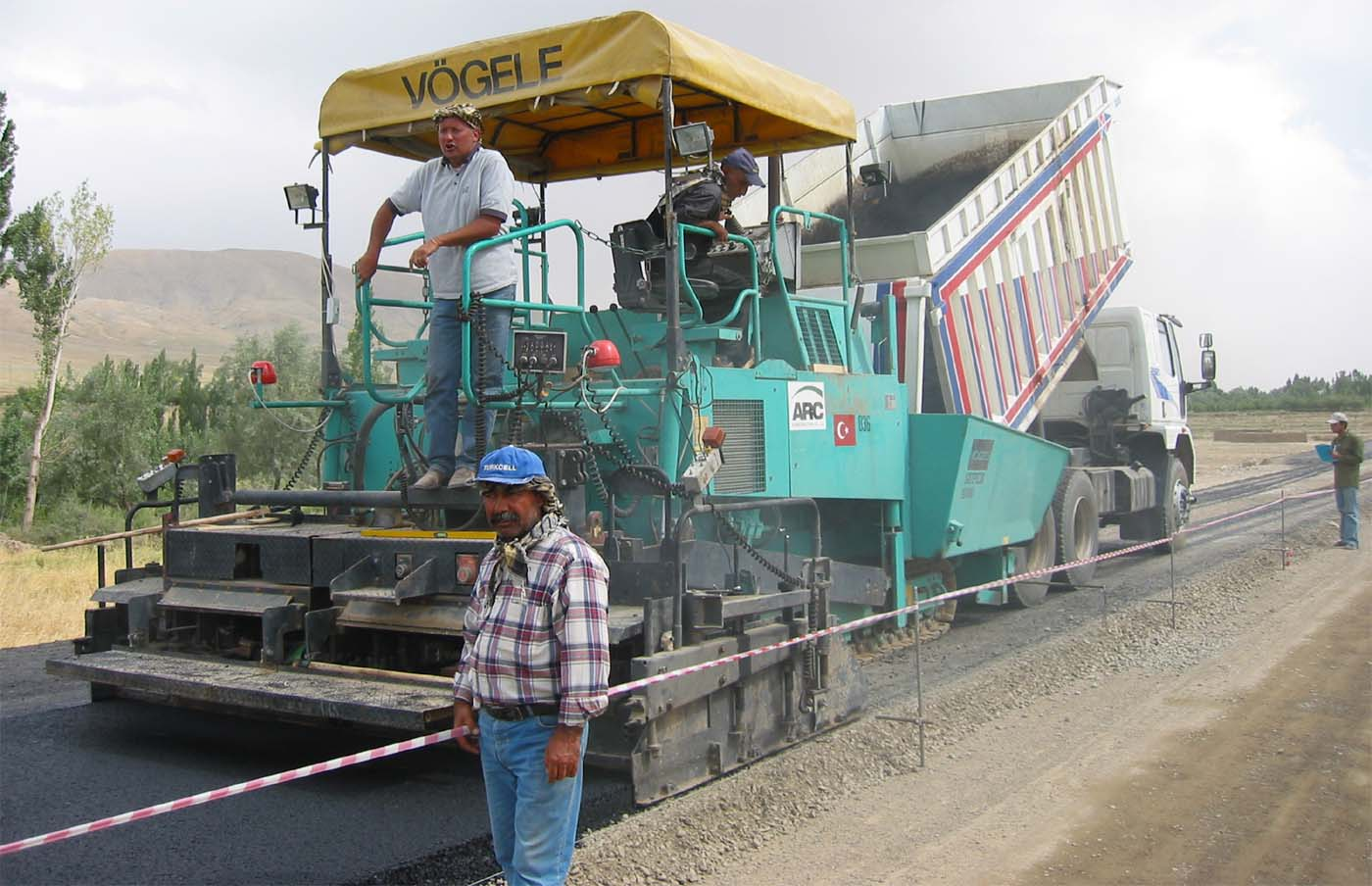
Асфальтоукладчик на строительстве дороги.

В XX веке ситуация в дорожном хозяйстве кардинально изменилась в связи с появлением автомобильного транспорта. Использование скоростных и тяжёлых автомобилей выдвинуло новые требования к дорожному покрытию. Появилось беспыльное покрытие, кода щебень стал поливаться расплавленным природным асфальтом (или полученным из нефти битумом, или каменноугольной смолой (пеком), или древесным варом (сосновым дёгтем), отслужившей резиной, некоторыми пластмассами, и производимыми пиролизом из древесины, опавшей листвы, скошенной травы, пищевых отходов и подобного мусора синтетическими смолам — липкими, нерастворимыми водой, органическими массами). В 1902—1914 годах на дороге из Ниццы в Монте-Карло швейцарским врачом Э. Гуглильминетти проведена поливка каменноугольным дёгтем и засыпка песком. В дальнейшем технология усовершенствовалась, и дорожное покрытие — асфальтобетон стал производиться из щебня строго определённого размера, а состав битума улучшался специальными химическими присадками.
Некоторые дороги были превращены в пересекающие целые континенты скоростные многополосные автомагистрали, с разделительными полосами, барьерными ограждениями, многоуровневыми развязками, огромными мостами и тоннелями и многоэтажными автостоянками. Однако даже к началу XXI века оставалось ещё множество дорог низших классов, в том числе грунтовые, лесовозные, зимники, где часто, чтобы выбраться из глубокой грязи, приходится подкладывать ветки деревьев под колёса буксующих автомобилей.
По данным на 2024 год, более одного миллиарда человек (примерно одна восьмая часть населения мира) не имеют доступа к всепогодным дорогам.

## Развитие дорог в России
При подготовке к походу на Новгород в 1014 году князь Владимир Святославович приказал «требить путь и мостить мосты». Для этого специально готовились и высылались вперед сборные отряды, в состав которых входили мастеровые по строительству и мостовым работам.
До XVIII века в России сухопутные дороги имели второстепенное значение по сравнению с водными путями (летом сообщение осуществлялось с помощью водного транспорта, зимой — по льду). Первыми сухопутными дорогами в Киевской Руси стали дороги из Киева в Краков, Прагу и Южную Германию, затем возникли дороги из Киева в низовья Дона (Залозный путь) и Крым (Соляной путь). К окончанию периода татаро-монгольского ига важнейшими дорогами стали из Москвы и Владимира в Тверь и Новгород и в Золотую Орду (Муравский шлях, Ногайский шлях).
Дороги (сухопутные пути) делились на:
- большие (большаки), то есть общие почтовые или столбовые (между городами, отмеченные специальными столбами) и торговые;
- малые, уездные, от городка до городка, в стороне от больших;
- проселочные (между маленькими поселениями), от селенья к селенью, в стороне от малых.

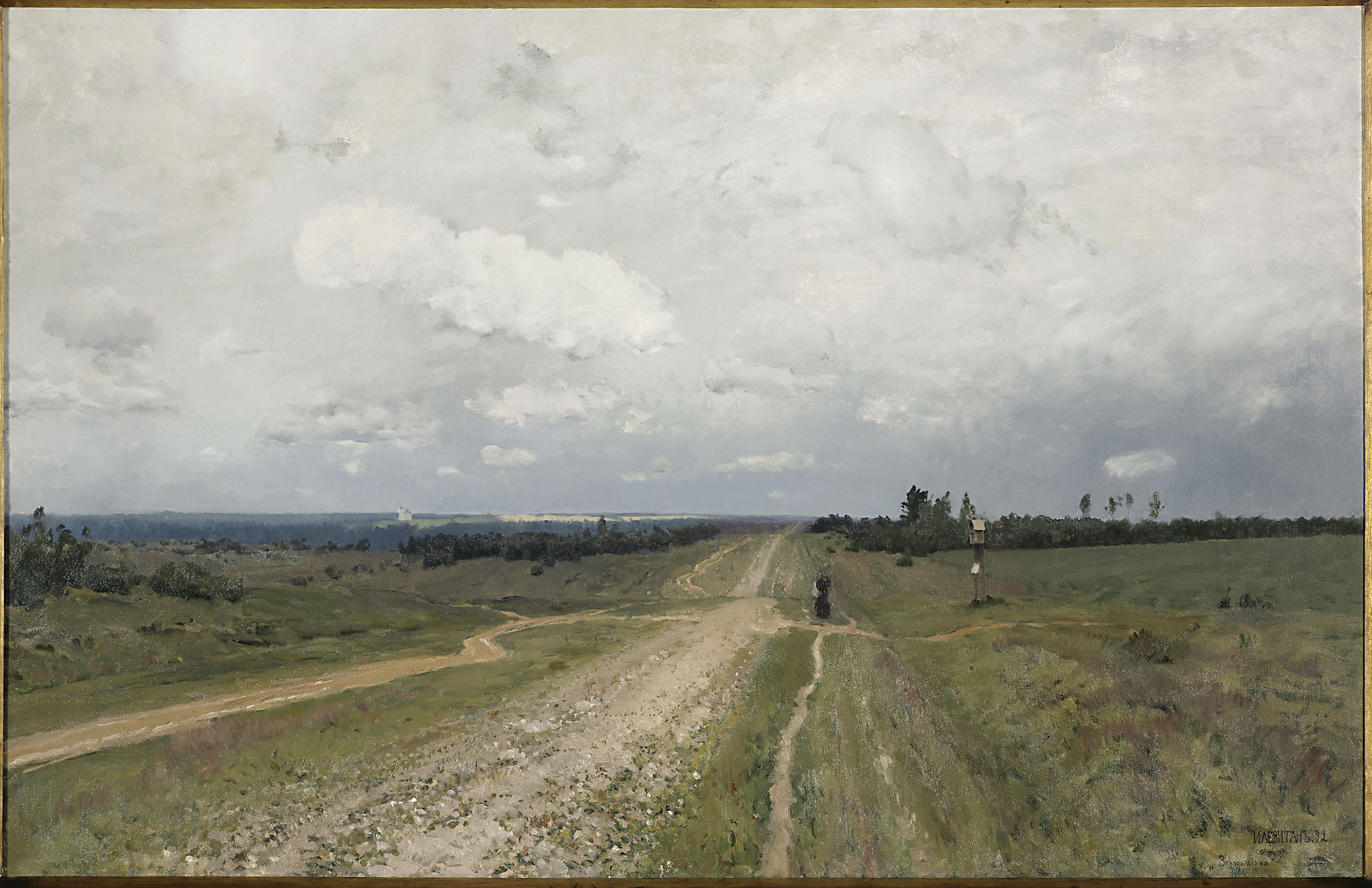
«Владимирка». Картина И. И. Левитана, 1892. Владимирка — просторечное название Владимирского тракта, дороги из Центральной России в Сибирь.

Первые исторические сведения, заставляющие предполагать некоторую организацию дорожного дела в России можно отнести к XVII веку, что указывает на существование почтовых сообщений от Москвы до Великого Новгорода, Смоленска до границ Великого Княжества Литовского и Ливонского ордена, но для улучшения самих дорог никаких мер не предпринималось; запрещалось только землевладельцам запахивать пролегающие через их земли дороги. Писцовыми наказами 1683 и 1684 годов предписывалось межевщикам проселочные дороги отмеривать шириною в 2 сажня, а большие проезжие дороги шириною в 3 сажня, и в межевых книгах отмечать, по чьим землям и через какие урочища проходит дорога. Движение по дорогам сильно затруднялось многочисленными проезжими пошлинами, которые были отменены уставной грамотой 30 апреля 1654 г., сохранившей только мостовщину и перевозы, взимавшийся или в пользу казны, или в пользу лиц, содержавших мосты и переправы, они были отменены в 1753 г.
Систематическая деятельность в области дорожного дела начинается при Петре I. Учрежденная им Коммерц-Коллегия, кроме дел, касающихся торговли, должна была наблюдать за производством работ по водяным сообщениям и за устройством дорог. Но это было скорей формальной обязанностью, так как сухопутные сообщения были в очень плохом состоянии. Так, например, иностранные послы тратили до 5 недель на проезд из Москвы до Санкт-Петербурга вследствие грязи и поломанных мостов. В виду этого, в 1722 году последовал приказ о постройке новой дороги от Москвы до Волхова и об установлении для этой цели особого налога, но после смерти Петра I дело по постройке дорог зачахло. В 1742 году впервые были изданы правила построения дорог и мощения их фашинами, причем последовал приказ начать, по указанному способу, сооружение перспективной дороги от С.-Петербурга до Москвы. Для этого была образована «Канцелярия перспективной дороги». В 1755 г. канцелярия, переименована в «Канцелярию от строения государственных дорог» и сделана центральным установлением, заведующим всеми большими дорогами; исполнителями её распоряжений были губернаторы и воеводы. При Екатерине II Канцелярия приобретает значение центрального учреждения. Указом от 8 февраля 1764 года начальником был назначен генерал Муравьев и Канцелярии повелено: «Прилагать старания приводить все государственные дороги в наилучшее состояние». Однако, не располагая достаточными средствами и не имея в своем распоряжении техников, которым можно было бы поручить дело, Канцелярия не была в состоянии выполнить возложенные на неё задачи. В связи с этим, в 1780 году, Канцелярия была упразднена и попечение о дорогах было вверено исправникам, нижним земским судам по станциям «въ какомъ уезде каждая изъ нихъ лежит» и дорожным экспедициям при казённых палатах. Это так же не улучшило положение дел с состоянием дорог. Плохое состояние дорог вынудило Екатерину II в 1786 году открыть под непосредственным своим наблюдением «Комиссию о дорогах в государстве», задачи которой состояли в собирании технических сведений для постройки дорог и составления общего плана их устройства и содержания. Комиссия просуществовала до 1796 года, когда Павел I упразднил её, повелев: «производящиеся в ней дела распределить по местам, куда которые следует», что также отрицательно сказалось на состоянии дорог.
8 марта 1800 года, под управлением Главных директоров «Департамента Водяных коммуникаций», была учреждена «Экспедиция устроения дорог в Государстве». В ведении экспедиции состояли дороги между столицами, окрестные Петербургские дороги, и другие, служившие для сообщения между значительными тогда городами. За время работы Экспедиции можно отметить ремонт дорог идущих от Санкт-Петербурга в Гатчину и Царское село, за которые Директор Водных Коммуникаций, граф Г. Г. Кушевель, получил благодарственные письма от Павла I, и начало строительства в 1803 году военной дороги в Грузию, которая строилась под руководством начальника Кавказкого округа. 19 сентября 1804 года вице-адмирал П. В. Чичагов предоставил графу Н. П. Румянцеву, директору Водных Коммуникаций, присланные из Англии описание и модель чугунных дорог с повозками, используемые для перевозки тяжестей, а также чугунные части этих дорог в натуральную величину. Граф Румянцев препроводил тот проект в Экспедицию для сведения и хранения. 30 августа 1809 года был дан Сенату Именной Высочайший Указ о присоединения «Экспедиции устроения дорог в Государстве» к вновь создаваемой «Экспедиции Водяных коммуникаций», которая образовывалась из упраздненного при реорганизации «Департамента Водяных коммуникаций». Деятельность вновь создаваемой Экспедиции главным образом сосредотачивалось на улучшении водных путей сообщения, строительство и ремонт дорог отошли на второй план. Но и «Экспедиция Водяных коммуникаций» просуществовала недолго. В начале 1812 года она была закрыта, учреждённая вместо её временная Канцелярия сначала была переведена из Твери в Рыбинск, а затем в Череповец, а директор Управления принц Ольденбургский был отозван в армию.
Только с 1816 года возобновляется нормальная работа Управления. 30 апреля 1816 года Управление было переведено в Санкт-Петербург и был учрежден под председательством генерала от артиллерии графа Аракчеева, особый «Комитет о построении и содержании больших дорог в империи». Комитет занялся вопросом по сооружении в России, по примеру заграничных, насыпных, каменных шоссе (системы Трезаге), причем было указано применить данный способ при строительство шоссе от Москвы до Санкт-Петербурга. Дороги по степени важности были разделены на 4 разряда, а для покрытия издержек по постройке дорог установлен особый сбор по 25 коп. с каждой ревизской души и по 5 % с платимых купцами налогов (отменен в 1861 г.). К первому разряду отнесена дорога от Москвы до Санкт-Петербурга; ко второму — главные или генеральные тракты идущие от столиц к границам государства и связывающие губернские города; к третьему разряду отнесены дороги соединяющие уездные города; к четвёртому — проселочные дороги. Для усиления работ по Государственным дорогам с 5 июня 1816 года были организованы рабочие бригады. Каждая бригада приравнивалась к батальону и делилась на 4 роты или команды. Во главе роты стоял офицер в звании капитана или поручика. Одна роты составлялась из рабочих разных профессий, остальные из простых работников или «пионеров». Начальником этой части, бригадным командиром военнорабочих батальонов путей сообщения, был назначен 11 апреля 1817 года генерал-майор Вельяшев.
С 1817 года в «Управление водяных и сухопутных сообщений», сверх состоявших уже на содержание казны 1500 верст дорог С.-Петербургской губернии, отошли дороги Новгородской, Псковской, Московской и часть Тверской губерний, всего 3187 верст. Некоторые участки вновь принятых дорог были «в почти безпроездномъ состоянии». В результате преобразований в 1817 году были реконструированы дороги на шоссе Петергофском, Павловском, Гатчинском и на дороге Архангелогородской от Шлиссельбургской заставы или Невского монастыря до первой станции Мурзинки вдоль Рыбачей деревни, по Московскому тракту были построены два больших деревянных моста, а на некоторых трактах деревянные мосты были заменены каменными. Новое построенное шоссе имело протяженность 37 верст. Все расходы на строительство и ремонт по сухопутным сообщениям, включая в том числе суммы на оплату крестьян Грузинской волости, нанятых для работ, а также формирование военнорабочих батальонов, их содержание, жалованье, накладные, управленческие и канцелярские расходы составили в 1817 году 1 556 606 руб 50 коп. Содержание готовой части нового шоссе было возложено на низших работников военнорабочей бригады, которые именовались «шоссе-кнехты». Из них были составлены особые отряды, по 12 человек, под руководством унтер-офицера или дорожного надзорщика; каждый отряд отвечал за участок протяженностью в 6 верст. Два таких участка находились под надзором инженера Корпуса Путей Сообщений. На каждом участке была построена каменная казарма, с сараями для хранения инструментов. Такие посты были сооружены до Ижоры.
Весной 1830 года были начаты работы, под руководством великого князя Константина Павловича, наместника Царства Польского, по строительству шоссе Санкт-Петербург — Ковно.
В 1833 г. было окончены работы по строительству шоссе Санкт-Петербург-Москва и 25 марта определена в общих чертах сеть предполагаемых к постройке шоссейных дорог и утверждены основные правила по устройству и содержание дорог в государстве, а также установлено новое разделение дорог на пять классов:
1. Дороги главных сообщений, или государственные;
2. Дороги больших сообщений;
3. Дороги обыкновенных почтовых сообщений из губернии в губернию;
4. Дороги уездных почтовых и торговых сообщений,
5. Дороги сельские и полевые.

Дороги первого класса (шириной 60 саж.) и некоторые из дорог второго и третьего классов отнесены к Главному Управлению Путей Сообщения; предполагалось обустроить их в шоссе на счет казны. В то же время для постройки и содержания на счет земских повинностей дороги 2, 3 и 4 классов (ширина 30 саж.) учреждены губернские строительные и дорожные комиссии и уездные дорожные комиссии.
С 1 июня 1833 года круг деятельности Главного Управления Путей Сообщения расширился. К нему была присоединена вся строительная часть гражданского ведомства и само Управление было переименовано в «Главное Управление Путей Сообщения и Публичных Зданий». Так в 1836 году количество округов было уменьшено с девяти до пяти. 21 мая 1837 года были учреждены по губерниям и приписаны к округам строительные комиссии. После всех преобразований, 9 октября 1839 года, было утверждено новое положение о Департаменте Путей Сообщения.
На 1840 год было построено 780 верст новых шоссе, не считая 680 верст Московского шоссе.
При вступлении в должность директора управления граф Клейнмихель посчитал необходимым составить общий план путей сообщений в Империи и с этой целью 8 сентября 1842 года разослал всем губернаторам циркуляр с просьбой сообщить Главному Управлению планы уже существующих путей и свои предложения относительно строительства новых. В результате была составлена карта России с подробным обозначением линий сухопутных и водных сообщений, существующих, предлагаемых (перспективных), требующих немедленного ремонта и т. п.
2 июля 1843 года было утверждено новое предложение о преобразовании округов путей сообщения и приведено в исполнение с января 1844 года в виде опыта, на два года. Согласно новому положению территория разделялась на 12 округов, в которые вошли губернии европейской России и Кавказ, но не включены Финляндия, Сибирь и Царство Польское. Округа были разделены на отделения, а они в свою очередь на дистанции. Затем по докладам Главноуправляющего Путями сообщения и Публичных Зданий, 10 января 1846 года, 8 января 1848 года и 
19 января 1850 года последовали отсрочки представления окончательного положения, каждый раз на два года. В период образования Округов, дороги почтовые, торговые и грунтовые находились под управлением Министерства Внутренних дел. Для заведования ими в губерниях были образованы Дорожные Комиссии. Но недостаток в квалифицированных работниках являлся для губернского руководства непреодолимым препятствием к успешному строительству и содержанию дорог. В виду неразрывной связи дорожного управления с прямыми обязанностями ведомства путей сообщения, заведование этими дорогами, 29 августа 1849 года, было передано в «Управление Путями сообщения и Публичных Зданий».
В связи с началом бурного развития железных дорог, роль проезжих дорог отходит на второй план. Они уже не являются главными путями для больших переездов, а становятся местными, служащие для подвоза к железным дорогам и водным путям сообщений. Поэтому, с развитием сети железных дорог, строительство больших шоссе прекратилось, но постройка подъездных шоссейных дорог и шоссирование местных путей стало необходимым.
На 1855 год было построено и открыто для пользования 5397 верст шоссе. Кроме того находились в процессе строительства Воронежское шоссе — 275 верст, Курско-Харьковское шоссе — 309 верст, Киевское шоссе — 600 верст, Киевско-Брестское шоссе — 560 верст, Псковско-Рижское шоссе — 232 версты, Орловско-Брянское шоссе — 120 верст, и производились изыскания для сооружения других шоссе, на протяжении 3300 верст.
В 1865 году Управление Путями сообщения и Публичных Зданий было преобразовано в Министерство Путей сообщений при котором был образован специальный Департамент Сухопутных Сообщений.
7 мая 1868 года было выдано повеление императора Министру Путей Сообщений о сношении, в виде опыта, с одной или двумя губерниями, по личному усмотрению, пригласив их принять участие в ремонтных работах на шоссейных дорогах, на условиях, определённых соглашением с земскими учреждениями. Для первого такого опыта Министр Путей Сообщения П. П. Мельников избрал Московскую губернию, земству которого были переданы во временное управление местные шоссейные дороги. Опыт оказался удачным и 25 апреля 1871 года были переданы земству на 10 лет для ремонта и содержания 518 верст шоссейных дорог Московской губернии, со всем дорожным хозяйством и правом взимания шоссейного сбора. Аналогично, 22 мая 1872 года, были переданы Тульскому земству 225 верст шоссейных дорог.
За период с 1862 по 1869 год было построено только 193 верст шоссейных дорог.
К началу 1881 года на непосредственном обслуживании Министерства Путей сообщений входило 9494 верст шоссейных и мощеных дорог и 2891 верст грунтовых. Кроме того в Московской, Тульской, С.-Петербургской, Калужской и Ярославской губерниях участки казённых шоссе общей протяженностью 1172 версты находились во временном ведении земств. Таки образом общая протяженность шоссейных и грунтовых дорог, подчиненных надзору ведомства, составляло 13557 верст.
В результате преобразований в системе управления Министерства Путей Сообщений, 9 мая 1881 года, были утверждены штаты и преобразованы восемь округов путей сообщения. Округа стали именоваться по месту нахождения окружных правлений. Таким образом округам были присвоены названия: 1-му — С.-Петербургского; 2-му — Вытегорского; 3-му — Вышневолоцкого; 4-му — Московского; 5-му — Казанского; 7-му — Могилевского; 9-му — Ковенского; 10-му — Киевского; 11-му — Варшавского. Кавказский округ по положению утвержденному 27 января 1868 года и до 1883 года был подчинен Главнокомандующему Кавказкой армией. С 26 апреля 1883 года Кавказский округ путей сообщений вошел в общую систему округов.
Суть проведенных преобразований в округах заключалось в упразднении должностей начальников отделений на шоссейных дорогах, в значительном сокращении числа начальников шоссейных дистанций и так же в уменьшении числа начальников судоходных дистанций.
5 апреля 1883 года, указом, шоссейные дороги находящиеся в ведении Министерства Путей Сообщений были разделены на два разряда:  
1. шоссе общегосударственного значения, подлежащие непосредственному подчинению Министерства и к которым отнесены все шоссейные дороги, пролегающие по левую сторону Западной Двины и по правую сторону Днепра, и кроме того Московско-Брестское и Киевское шоссе, Псково-Рижское шоссе, окрестные дороги С.-Петербурга и прибрежные в Крыму; эти дороги могли быть переданы во временное пользование земствам, с оплатой из казны затрат на их содержание;
2. шоссе местного значения, к которым причислялись все остальные шоссейные дороги, которые содержались земствами и городскими управами без оплаты из казны на их содержание.

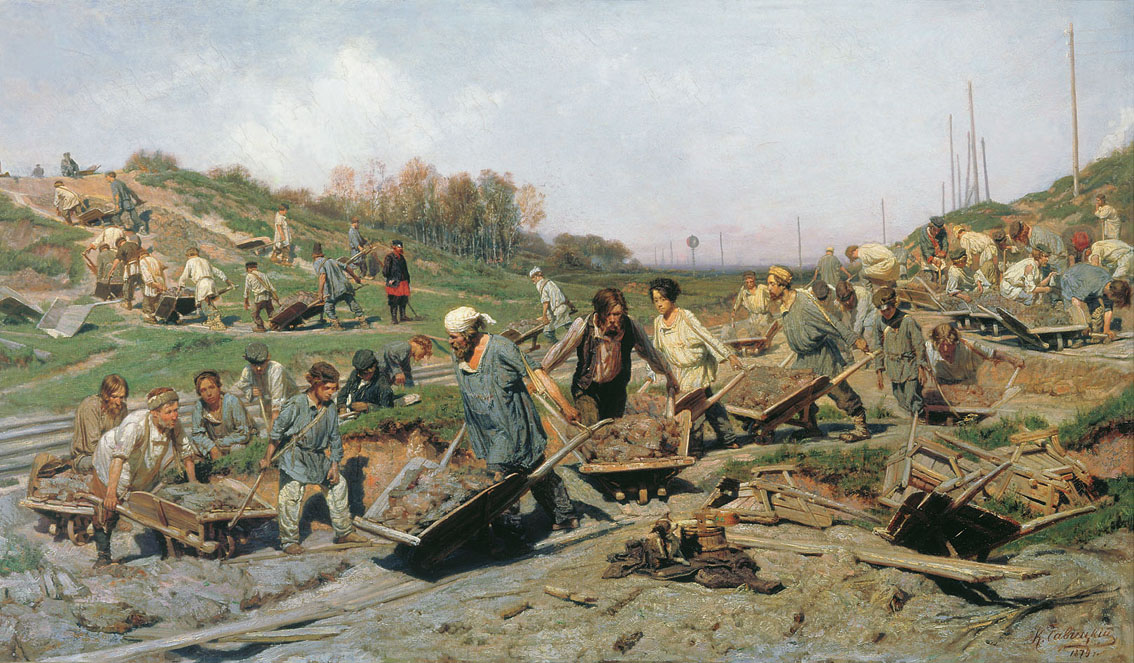
Картина Савицкого «Ремонтные работы на железной дороге» (1874 год)

В XVIII веке центром дорожной сети в России окончательно стала Москва. Из неё выходили следующие основные дороги:
- на север (Великий Устюг, Холмогоры и Архангельск) через Переяславль, Ростов, Ярославль, Вологду;
- на Нижний Новгород через Владимир;
- на Рязань и Тамбов через Коломну;
- на Тулу и Курск через Серпухов, далее продолжалась Муравским шляхом в сторону Перекопа;
- на Киев через Калугу;
- на Вязьму и Смоленск через Можайск;
- на Ржев через Волоколамск;
- на Новгород через Тверь, Торжок и Вышний Волочёк;
- на Кашин, Бежецк и Устюжну через Дмитров.[5]

Аналогичные сети складывались вокруг крупных городов. Из Переяславля выходили дороги на Кашин, Романов, Углич и Юрьев-Польский. Из Троице-Сергиева монастыря — на Дмитров, Кашин, Углич, Александровскую слободу.
Присоединение Сибири потребовало строительство дорог в восточную часть страны за Урал, первой из которых стала Бабиновская дорога через Урал из Европейской части России в Сибирь от Европейской части до Верхотурья. Дорога открыта в 1597 году, утратила своё значение после открытия в 1763 году Сибирского тракта.
В 1574—1711 и 1720—1730 годах регулярными дорожными перевозками заведовал Ямской приказ.
Активно развиваться дорожное строительство в России начало при Петре I. В 1705 году началось строительство дороги из Петербурга в Москву. Дорога была грунтовой, в отдельных участках покрывалась бревенчатыми настилами. Мощение щебнем дороги началось только в 1817 году. В 1820 году по этой дороге прошёл первый рейсовый экипаж (дилижанс). С 1834 года дорога стала называться Московским шоссе.
В Российской империи на дорогах устанавливались верстовые столбы для указания расстояний и сооружались почтовые станции для предоставления ночлега и смены лошадей, осуществлявшейся по чину согласно Табели о рангах.
В 1913 году в России насчитывалось 726 тыс. верст дорог, в том числе в европейских губерниях — 469 тыс. верст (из них 16 тыс. верст шоссейных и 4,6 тыс. прочих мощёных), в Сибири — 109 тыс. верст (шоссейные отсутствовали), остальная протяжённость дорог приходилась на Польшу, Кавказ, Среднюю Азию.
К 2008 году протяжённость автомобильных дорог в России составляла 940 тыс. км, в том числе 754 тыс. км с твёрдым покрытием. Эксплуатационная протяжённость железных дорог составила 86 тыс. км.

## Виды дорог

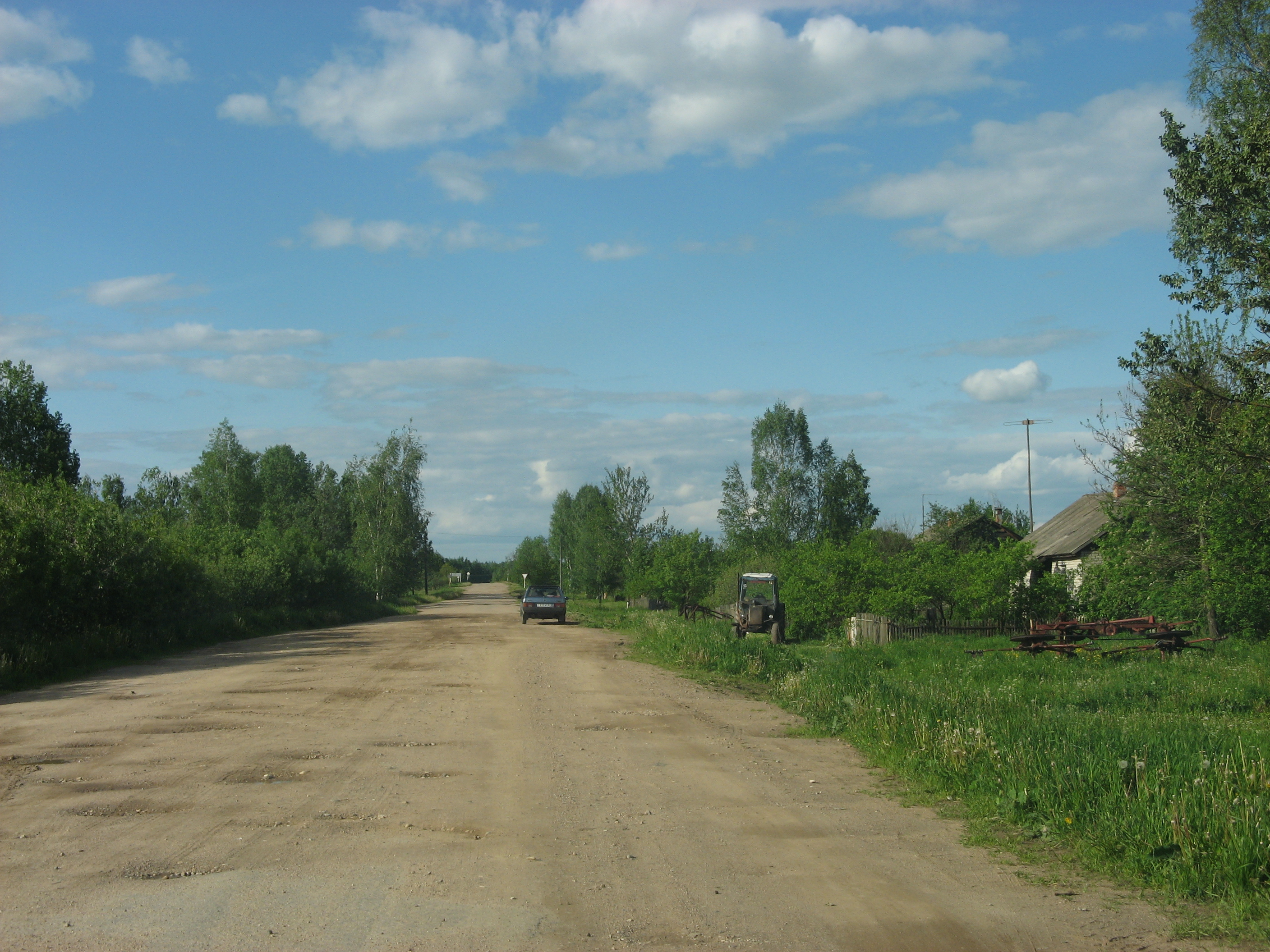
Профилированная грунтовая дорога в Смоленской области

Городские и загородные дороги делятся на три основные категории: магистрали (англ. arterials, в городах это магистральные улицы), дороги районного значения (en:collector road), и дороги местного значения. При этом отдельно выделяют скоростные автомагистрали, которые характеризуются отсутствием светофоров, пешеходных переходов, наличием разноуровневых развязок, отсутствием пересечений в одном уровне с линиями железных дорог прочими дорогами, пешеходными переходами либо велодорожками. 
В настоящее время большинство дорог в развитых странах являются дорогами с твердым покрытием (то есть имеют дорожную одежду — дорожное покрытие из асфальта, бетона и т.п. и основание, на котором оно уложено). Однако остается немало и грунтовых дорог, особенно в менее развитых странах.

## Дорожное строительство
Дорожное строительство является сложной, трудоёмкой, дорогостоящей деятельностью даже в самых благоприятных природно-климатических условиях. Дорога должна удовлетворять множеству требований по качеству, надёжности, долговечности, пропускной способности, удобству использования и обслуживания и многому другому.
В России разработана Транспортная стратегия, которая определяет цели и приоритеты развития транспорта на долгосрочную перспективу. Например, ключевой задачей транспортного комплекса на период 2014—2030 годов определён переход к инновационному типу развития. Это предполагает создание новых технологий и материалов, их совершенствование и использование. Учитывая важность поставленных задач, Счётная палата Российской Федерации (СП России) периодически проводит анализ развития и применения новых технологий на практике. Так, в 2021 году анализ СП России показал, что развитие дорожной отрасли пока нельзя назвать инновационным.

## Государственный дорожный надзор
По требованию статьи 5.2.4 ГОСТ 50597-2017 «Дороги автомобильные и улицы. Требования к эксплуатационному состоянию …» — покрытие проезжей части не должно иметь дефектов в виде выбоин, просадок, проломов, колей и иных повреждений. По требованию статьи 5.1.2 и 5.1.3 ГОСТ Р 50597-2017 — покрытие проезжей части дорог и улиц, укрепительных полос и полос безопасности не должны иметь загрязнений грунтом. Покрытие тротуаров и площадок остановочных пунктов (мусор, грязь) и отдельных разрушений не допускаются и обязаны быть удалены в течение 3-х суток.
По требованию статьи 4.5.1 ГОСТ Р 52766-2007 «Дороги автомобильные общего пользования. Элементы обустройства» — через населённые пункты вне зависимости от интенсивности движения на дорогах с твёрдым покрытием обязаны быть тротуары или пешеходные дорожки с ограждением. Которые в условиях сильно пересечённой местности при высоких насыпях или глубоких выемках могут быть размещены на откосах на присыпных бермах. Кроме того, по требованию ГОСТ Р 55706-2013, «Освещение наружное» дороги должны быть освещены.
По требованию статьи 13.1 Федерального закона от 08.11.2007 N 257-ФЗ «Об автомобильных дорогах и дорожной деятельности в Российской Федерации» и пункта 11 Положения о ГИБДД МВД России утвержденным Указом Президента России от 15 июня 1998 года № 711 — государственный надзор за обеспечением сохранности автомобильных дорог общего пользования, возложен на территориальные отделы Госавтоинспекции ГИБДД УМВД России.
За ненадлежащее содержание автомобильных дорог общего пользования и ж/д переездов, нарушитель вне зависимости от форм собственности, привлекается по статье 12.34 КоАП России.
По требованию пункта 9 статьи 55.25 Градостроительного Кодекса России, за автомобильными дорогами, проездами на придомовой территории, государственный надзор возложен на территориальные управления Государственной жилищной инспекции (ГЖИ).